# N. N.
N. N. er en eksperimentalfilm instrueret af Jens Christian Top efter eget manuskript.

## Handling
N. N. er inspireret af Franz Kafkas novelle "Ulykkelig".